# Åraslövs församling
Åraslövs församling var en församling  i Lunds stift i nuvarande Kristianstads kommun. Församlingen uppgick omkring 1675 i Nosaby församling.

## Administrativ historik
Församlingen har medeltida ursprung och uppgick omkring 1675 i Nosaby församling.
Församlingen utgjorde eget pastorat före 1614 och mellan 1618 och 1625, ingick i perioden 1614-1618 och 1625-1643 i Nosaby pastorat och efter 1643 i Vä pastorat.